# Erg Chech
L'erg Chech (en arabe : عرق شاش) est un erg (une vaste zone de dunes) s'étendant du centre à l'extrême sud-ouest du Sahara, partagé entre l'Algérie, le Mali et la Mauritanie. L'erg Chech, le Grand Erg occidental, l'erg Er Raoui, l'erg Iguidi, l'erg Makteir et l'erg Ouarane constituent l'un des plus grands ensembles de sable du monde avec le Rub al-Khali dans la péninsule arabique.

## Météorites

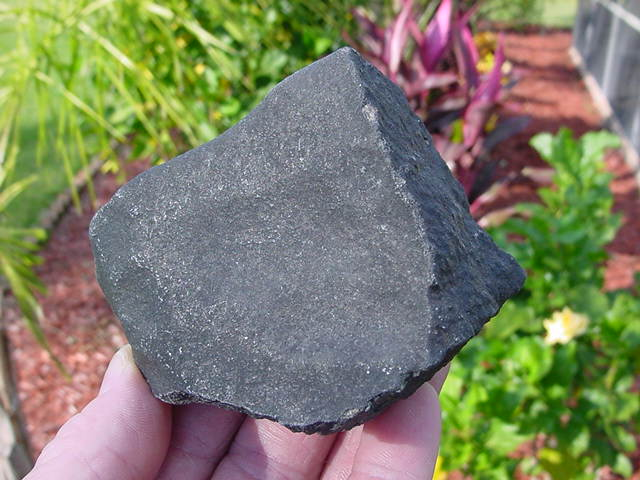
Météorite de Chergach, une chondrite H5 trouvée dans l'erg Chech.

Comme d'autres zones désertiques de surface régulière, l'erg Chech est propice à la découverte de petites météorites, notamment des chondrites et des achondrites qui passent inaperçues dans d'autres régions. Certaines de ces météorites sont désignées par le sigle EC (pour Erg Chech) suivi d'un numéro (exemple : l'achondrite EC 002, la plus ancienne roche magmatique connue en 2021).